# Площадь Дам
Площадь Дам (нидерл. de Dam) — центральная площадь Амстердама, столицы Нидерландов, на которой расположены знаменитые здания и проводятся многочисленные мероприятия, что делает её одним из самых известных и важных мест в городе.

## История

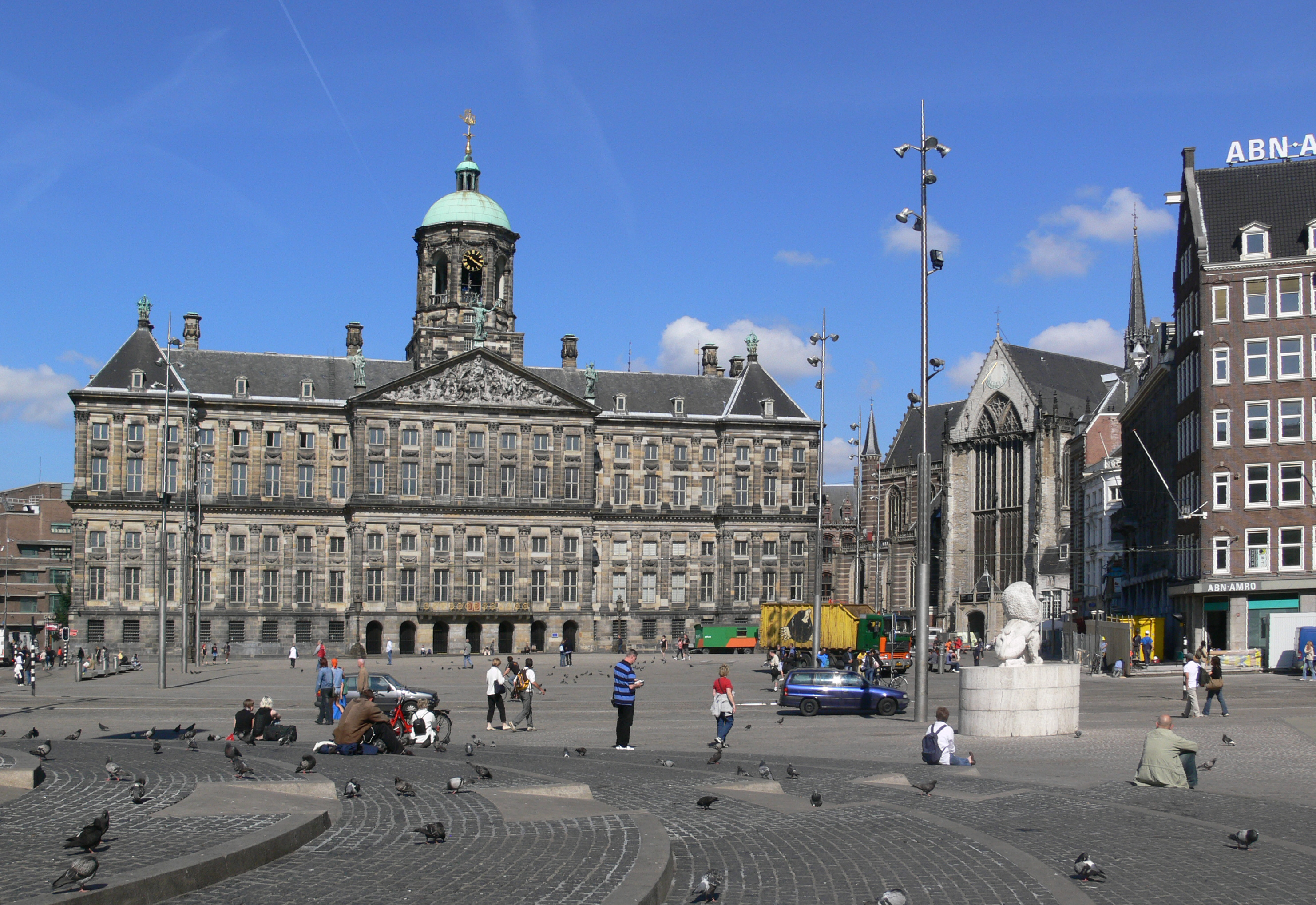
Королевский дворец на площади Дам

Название площади, как и всего города, связано с дамбой, которая была построена на реке Амстел в XIII веке. Дамба постепенно укреплялась и, в итоге, стала достаточно широкой для возникновения городской площади, позднее ставшей центром образовавшегося вокруг неё города. Площадь Дам образовалась из двух площадей — Мидделдам и Платсе. Постепенно этот район стал центром коммерческой и политической жизни.

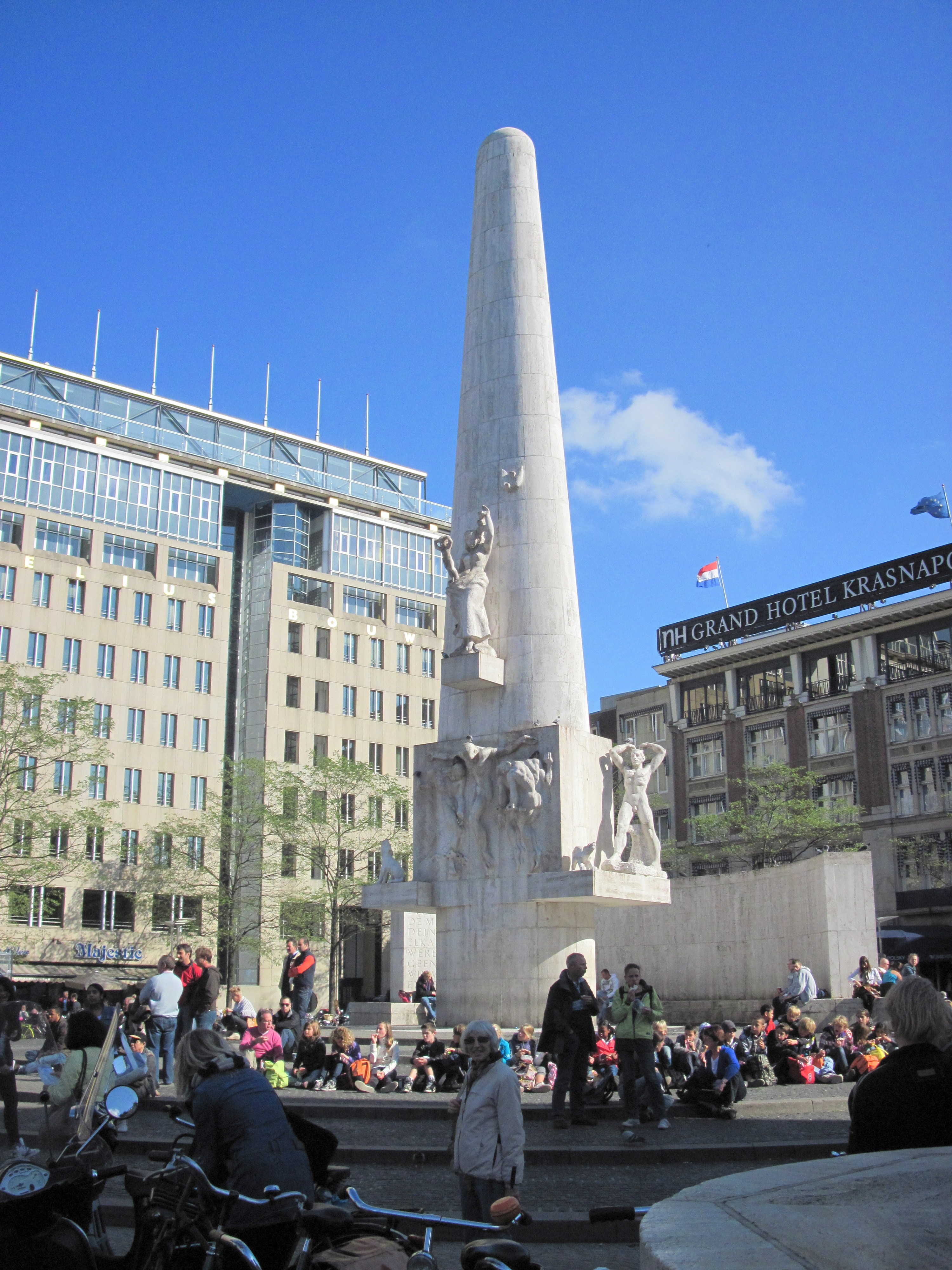
Национальный монумент на площади Дам

## Расположение и описание
Площадь имеет почти прямоугольную форму протяженностью около 200 метров с запада на восток и около 100 метров с севера на юг. Она соединяет улицы Дамрак и Рокин, которые идут вдоль прежнего русла реки Амстел от Центрального железнодорожного вокзала до Монетной площади и Монетной башни. К северо-востоку от неё расположен Квартал красных фонарей.
На западной части площади находится Королевский дворец (нидерл. Koninklijk Paleis) — бывшее здание амстердамской ратуши, ныне один из трёх дворцов в Нидерландах, которые находятся в распоряжении монарха. Здание построено в 1648—1665 годах в стиле своеобразного голландского классицизма XVII века по проекту выдающегося архитектора Якоба ван Кампена . Рядом с дворцом — готическая Новая церковь XV века и Музей восковых фигур мадам Тюссо. На противоположной стороне площади доминирует Национальный монумент, белая каменная стела, возведённая в 1956 году в память о жертвах Второй мировой войны. Также на площадь выходят отель Краснапольский и первоклассный универмаг Бьенкорф. Эти достопримечательности превратили площадь в туристическую зону.